# جزيرة دوا ساتو
جزيرة دوا ساتو وهي جزيرة من جزر إندونيسيا، وهي أبعد جزر إندونيسيا تقع في المحيط الهندي على الحدود مع أستراليا، في إقليم بنغكولو.